# Zamarada mesotaenia
Zamarada mesotaenia là một loài bướm đêm trong họ Geometridae.